# Per Waller
Per Aron Waller, född 11 juni 1848 i Stockholm, död där 27 februari 1926, var en svensk ingenjör.

## Biografi
Per Waller var son till kamreraren i Arméförvaltningen Per Waller och Fredrica Elisabeth "Betty" Walter. Efter läroverksstudier i Stockholm genomgick han Teknologiska institutet 1866–1869. Han var anställd vid Ramnäs valsverk 1871, vid Larsbo bruk och Norns bruk 1872 samt vid Nyhammars bruk 1873–1874. 1875–1879 var han byggmästare och ingenjör vid Nyhammars bruk och 1879–1886 föreståndare för Falu mekaniska verkstad. Från 1886 drev han egen verksamhet, först i Falun och från 1893 i Stockholm. Han var lärare vid Navigationsskolan i Stockholm 1899–1900; från 1901 drev han korrespondensundervisning för maskinister och tekniker. Waller konstruerade 1895 en mycket uppmärksammad dykapparat, Wallerska tuben, med vilken arbete möjliggjordes på större djup än vanligt. Den bestod av ett långt, nedtill slutet plåtrör, som nådde över vattenytan och i nedre ändan vidgades till en arbetskammare, från vilken enkla arbeten kunde utföras med hjälp av utåtriktade, rörliga armar. Waller ledde vintern 1896–1897 bärgningen av ångfartyget Södra Sverige med hjälp av Wallerska tuben. Fartyget hade sjunkit på 55–56 meters djup i Stockholms skärgård. En modell av bärgningen uppfördes på Sjöhistoriska museet. Wallers uppfinning kom inte senare till användning.